# Законопослушный гражданин
«Законопослушный гражданин» (англ. Law Abiding Citizen) — американский фильм о вигилантах и остросюжетный боевик 2009 года режиссера Ф. Гэри Грея по сценарию Курта Уиммера с Джейми Фоксом и Джерардом Батлером в главных ролях (который также был сопродюсером). Действие фильма происходит в Филадельфии, рассказывая историю человека, стремящемся к справедливости, нацелившись не только на убийцу своей семьи, но и на тех, кто поддерживал коррумпированную систему уголовного правосудия, намереваясь убить любого, кто поддерживает систему. Съёмки проходили в Филадельфии и фильм был выпущен компанией Overture Films в Северной Америке 16 октября 2009 года.
Фильм заработал 127 миллионов долларов по всему миру и получил в целом негативные отзывы от критиков. Несмотря на это, он был номинирован на премию «Сатурн» за лучший боевик/приключенческий фильм/триллер года, а также на премию NAACP Image как за Фокса (выдающаяся мужская роль в кинофильме), так и Грей (выдающаяся режиссура в кинофильме).

## Сюжет
Житель Филадельфии Клайд Александр Шелтон подвергается бандитскому нападению со стороны грабителей Руперта Эймса и Клэренса Дарби. Пока Эймс крадёт все драгоценности, Дарби ранит ножом Шелтона, произнеся слова: «От судьбы не уйдешь», насилует и убивает его жену и маленькую дочь.
Вскоре преступники оказываются в руках правосудия. Но молодой и амбициозный помощник окружного прокурора Ник Райс, ведущий это дело, сообщает Шелтону, что против Эймса и Дарби слишком мало доказательств, чтобы быть уверенным, что преступники будут осуждены, и поэтому он заключает сделку с Дарби, что тот даст показания против Эймса, а сам получит меньший срок. Шелтон протестует против такого решения, но Ник не обращает на это внимания, так как ему важен собственный имидж. В результате Эймс (вор, не остановивший убийцу) оказывается приговорённым к смертной казни, а Дарби (непосредственно убийца) — всего лишь к трём годам. На выходе из здания суда довольный Дарби жмёт руку Нику, эту сцену издали наблюдает подавленный Шелтон.
Проходит 10 лет. Во время казни путём смертельной инъекции Эймс умирает в страшных мучениях. Ник Райс обнаруживает на капельнице из-под яда надпись «От судьбы не уйдёшь» и вспоминает, что эту фразу произнёс Дарби во время судебного заседания. Полицейские отправляются за Дарби, которому звонит некий аноним, сообщающий о полицейских и приказывает убегать; также он говорит ему, что возле дома находится полицейская машина с оглушённым им водителем внутри. Сбежав от полицейских, Дарби добирается до машины и приказывает водителю уезжать. Прибыв на пустырь, полицейский снимает с себя парик и накладные усы — это оказывается Клайд Шелтон. Дарби хочет застрелить его из пистолета, подобранного в машине, но ему в руку впиваются иглы, выскочившие из рукояти пистолета. Шелтон объясняет Дарби, что это яд тетродотоксин, который парализует, но при этом не избавляет от боли. Шелтон привозит парализованного Дарби на пустующий склад, где накладывает ему жгуты, чтобы Дарби не умер от потери крови, вкалывает ему адреналин, вешает напротив него зеркало с фото своей семьи и расчленяет его, снимая при этом всё на камеру, и отправляет запись Нику домой. Тем временем Ник, найдя Дарби, достаточно быстро понимает, что к убийству Эймса и Дарби причастен Шелтон. Вскоре Шелтона арестовывают.
На допросе Шелтон сразу даёт Нику чистосердечное признание. Довольный Ник уже собирается уходить, но Шелтон заявляет, что против него нет никаких доказательств, так как в своём признании он не сказал, что убил Эймса и Дарби, а сказал лишь, что только планировал убийство — и не уточнял, какое именно. На видеозаписи, которую он прислал Нику — убийца в маске. Шелтон намекает, что Ник ведёт себя так же халатно, как и полицейские, искавшие улики против Эймса и Дарби. Ник вынужден это признать, и Шелтон выдвигает условие — он даст настоящее признание, а Ник в обмен принесёт ему в тюремную камеру комфортный матрац. Ник, разозлённый издевательством Шелтона, под давлением своего коллеги — Джонаса Кантрелла — вынужден согласиться. Однако на суде Шелтон не только не даёт признаний, но и успешно отвергает все выдвинутые против него обвинения и наглым обманом добивается, чтобы его отпустили под залог. Но когда судья, поверив его словам, уже готова его отпустить, Шелтон внезапно срывается и грубо обвиняет судью, что она с ходу поверила его ложным высказываниям и чуть не отпустила, хотя он убил двух человек и практически прямым текстом признал это в зале заседаний. Шелтон считает, что из-за таких, как она, в правосудии и возникают проблемы. В итоге разозлённая судья отказывает ему в залоге, Шелтон возвращается в тюрьму. Там он, сдерживая обещание, формально правильно признаётся в убийстве Дарби и Эймса.
Затем Шелтон вновь предлагает Нику сделку — если он доставит ему обед из хорошего ресторана и включит музыку в камере ровно в час дня, то убийца сообщит ему местоположение пропавшего три дня назад адвоката Дарби — Билла Рейнольдса. Ник и его помощники выполняют условие, но опаздывают на 8 минут. Шелтон всё равно сообщает координаты 39°57′04″ с. ш. 75°10′22″ з. д.. Прилетев в указанное место (на самом деле 39°53′47″ с. ш. 75°12′44″ з. д.) на вертолёте, Ник обнаруживает в тайнике, засыпанном землёй, мёртвого Рейнольдса с трубкой от кислородного баллона во рту. Кислород перестал поступать ровно в 13:15, а от тюрьмы до Рейнольдса они добирались 15 минут, из чего Ник делает вывод, что если бы они выполнили условие Клайда ровно в 13:00, то адвокат бы выжил. В это время Шелтон убивает своего сокамерника при помощи кости от стейка. Шелтона сажают в карцер, где он обвиняет посетившего его Ника в смерти Рейнольдса из-за несвоевременно доставленного ему обеда и говорит ему, что тот должен отвечать за несоблюдение договора.
Джонас и Ник тайно встречаются с сотрудником спецслужб, который работал с Клайдом на правительство, и тот сообщает прокурорам, что Клайд Шелтон — виртуозный мастер ликвидаций, на протяжении последних десяти лет использующий свой блестящий интеллект, чтобы аккуратно убивать на любом расстоянии, подстраивая нужные события, и никакие стены тюремного карцера для него не преграда. Он также говорит, что Клайд совершенно непобедим, и рассердивший его вскоре умрёт, а на прощание рекомендует забыть эту встречу и застрелить Клайда в камере. Ник, понимая, что Шелтон гораздо опаснее, чем они думали, вместе с Джонасом просит федерального судью поместить Шелтона в полную изоляцию. Судья соглашается, в этот момент звонит её телефон, и она погибает от сработавшего взрывного устройства, заложенного в телефон. Ник пытается убедить Шелтона, что его месть ни к чему не приведёт, но сам Шелтон называет свои убийства не местью, а войной против испорченной реальности и коррумпированной системы правосудия. Он ставит Нику ещё одно условие — либо его выпустят к 18:00, либо он начнёт убивать. Ник отказывает ему, в результате Шелтон взрывает все машины сотрудников прокуратуры, погибают 6 человек, в числе погибших оказывается и помощница Ника, Сара Лоуэлл, которую Ник очень ценил. В камере Шелтона помощники Ника находят «жучок», соединённый с детонатором бомбы. На встрече с Шелтоном Ник его избивает и требует, чтобы тот всё прекратил, но Шелтон даёт ему понять, что останавливаться не собирается.
После похорон Сары Ник и Джонас под прикрытием телохранителей уезжают с кладбища. Но внезапно все машины из колонны глохнут, а Ник замечает неподалёку стрелкового робота на дистанционном управлении, который тут же открывает огонь по машине, в которой находился Джонас, после чего взрывает её. Мэр не только не принимает отставку Ника, но и назначает его новым окружным прокурором вместо Джонаса.
С помощью приятеля Сары, Честера, Ник обнаруживает всю собственность Шелтона, в том числе заброшенный гараж, буквально рядом с тюрьмой. Вместе со своим коллегой Данниганом Ник проникает туда и обнаруживает вырытый Шелтоном тоннель, ведущий прямо под тюрьму. В тоннеле они находят множество разнообразной одежды, планы всех городских зданий и даже мониторы, принимающие сигнал с видеокамер в тюрьме. Они также обнаруживают, что Шелтон прорыл подкопы во все тюремные камеры, в том числе и в свой карцер, но, поднявшись туда, не находят Клайда. Довольно скоро, осмотрев документы, собранные Клайдом, прокуроры понимают, что Шелтон намерен взорвать мэрию вместе со всеми, кто сейчас находится на чрезвычайном заседании в связи с деятельностью Шелтона. Ник и Данниган отправляются туда. Тем временем Шелтон под видом уборщика проникает в здание мэрии и устанавливает там бомбу, после чего отправляется обратно. Прибывшие Ник и Данниган вместе с сапёром находят бомбу, которая активируется звонком с мобильного телефона. Тем временем Шелтон возвращается в карцер, где его уже поджидает Ник. Ник пытается уговорить Шелтона не активировать бомбу, говоря, что в здании множество ни в чём не повинных людей, таких, как Клайд и его семья десять лет назад, и ему жить с этим всю оставшуюся жизнь. Ник добавляет, что усвоил урок, который Клайд пытался ему преподать, — всеми силами служить правосудию и не идти на сделки с преступниками. Шелтон благодарит Ника и всё равно приводит бомбу в действие. Ник покидает карцер, перед этим говоря Шелтону, что жить ему осталось не больше полминуты, после чего запирает дверь карцера. Одновременно Данниган запирает дверцу, ведущую из карцера в тоннель. Обескураженный Шелтон находит бомбу у себя под кроватью. Происходит взрыв. Шелтон держит в руке браслет, сделанный его дочерью. Буквы на бусах складываются в слово «папа» (англ. daddy). С этим браслетом он сгорает заживо.
Фильм заканчивается тем, что Ник присутствует на школьном концерте, где выступает его дочь, играя на виолончели.

## Производство
Фильм был снят в Филадельфии и её окрестностях. В частности, в тюрьме Бродмидоу и в здании мэрии.

## В ролях
- Джейми Фокс — Николас «Ник» Райс
- Джерард Батлер — Клайд Александр Шелтон
- Лесли Бибб — Сара Лоуэлл
- Джош Стюарт — Руперт Эймс
- Виола Дэвис — мэр Эйприл Генри
- Кристиан Столте — Клэренс Джеймс Дарби
- Колм Мини — детектив Данниган
- Реджина Холл — Келли Райс
- Брюс Макгилл — Джонас Кантрелл
- Ричард Портноу — Уильям «Билл» Рейнольдс, адвокат
- Майкл Ирби — детектив Гарса
- Ксения Хулаева — дочь Клайда Шелтона
- Майкл Келли — Брэй